# Pueblos del mar

Esquema de una hipótesis de los posibles movimientos de población, invasiones y destrucciones durante el final de la Edad del Bronce

Los pueblos del mar es la denominación con la que se conoce a un grupo de pueblos de la Edad del Bronce que migraron hacia Oriente Próximo durante el 1200 a. C. Navegaban por la costa oriental del Mediterráneo y atacaron Egipto durante la dinastía XIX y especialmente en el año octavo del reinado de Ramsés III, de la dinastía XX.
Algunos estudiosos los hacen responsables del hundimiento de la civilización micénica y del Imperio hitita, a finales del siglo XIII a. C., dando lugar al comienzo de la Edad Oscura, pero esta hipótesis es controvertida.
Existen escasos documentos sobre quiénes eran los pueblos del mar, dónde y cómo actuaron. Por otro lado, los antiguos textos suelen narrar la historia parcialmente. La arqueología ayuda a comprender situaciones que pueden contradecir a los textos, pero los datos de las excavaciones son escasos en este sentido.

## Etimología
El nombre de «pueblos del mar» se debe al egiptólogo parisino Emmanuel de Rougé (1811-1872), que lo utilizó a mediados del siglo XIX para denominar a los diversos pueblos que aparecían en algunas inscripciones y textos egipcios, hallados en Medinet Habu y fechados a finales del Imperio nuevo, que fueron traducidas por John Baker Greene como «procedentes de las islas de en medio del mar».
Posteriormente, Gaston Maspero acuñó el término, apoyándose en la teoría expuesta por Rougé y Chabas, que sostenía: «Los pueblos del mar fueron los componentes de la gran migración que recorrió desde el mar Egeo hacia el Mediterráneo oriental, emparejando los distintos pueblos invasores con los pueblos mencionados en la historia y la leyenda griegas».
El faraón Merenptah se refirió a ellos como «países extranjeros» o «pueblos de la mar» (en egipcio nȝ ḫȝt.un pȝ ym) en su Gran inscripción de Karnak.
| N35 · G1 | N25 · X1 · Z1 · Z1 · Z1 | N35 · G40 | M17 | M17 | Aa15 · D36 | N35A | N36 · N21 |

| N35 · G1 | N25 · X1 · Z1 · Z1 · Z1 | N35 · G40 | M17 | M17 | Aa15 · D36 | N35A | N36 · N21 |

La denominación «pueblos del mar» ha seguido siendo utilizada por todos los que escriben o investigan esta época de la historia, aunque últimamente (2005) ha sido puesta en duda, e incluso se ha negado su existencia aventurando que dichos pueblos son una más de las «leyendas» acuñadas por los investigadores de los siglos XIX y XX.

## Contexto histórico
El final del Bronce Reciente en el mar Egeo se caracteriza por la incursión de pueblos migratorios y su posterior reasentamiento y asimilación por los pueblos que conquistaron.
La identidad de los «pueblos del mar» ha sido un enigma, ya que como fuentes de información solo se dispone de la arqueología y de los registros sobre la dispersión de las civilizaciones antiguas. La evidencia muestra que las identidades y los motivos de estos pueblos no eran desconocidos para los egipcios; de hecho, muchos acabaron subordinados a ellos o con relaciones diplomáticas, según los registros escritos de esos siglos.
Algunos grupos no se incluyeron en la lista egipcia de los pueblos del mar, sobre todo los que migraban por tierra. Entre ellos están los '.pru (apiru o habiru) de las inscripciones egipcias, mencionados como 'apiru en las escrituras cuneiformes. Sandars utiliza el nombre análogo «pueblos de la tierra», y otros historiadores incluyen a algunos pueblos, como los lukka (o licios, oriundos de  Lidia), en ambas categorías. Grupos elegidos de guerreros de estos pueblos fueron usados por el ejército egipcio como mercenarios.

### Origen
En torno al 1200 a. C. la historiografía ha ubicado la aparición de unos pueblos, denominados «pueblos del mar» gracias a las fuentes egipcias, que ocasionaron la crisis y desaparición de diferentes culturas, imperios y reinos que habían existido durante el Bronce Reciente, surgiendo así nuevas entidades políticas como los filisteos y los israelitas, todos ellos identificados durante muchos años con unos fósiles arqueológicos y,
en ocasiones, con unos hábitos culturales nuevos.
Ello ha favorecido que en la investigación se utilicen conceptos como etnicidad y cultura, aunque en realidad es una manifestación cultural ecléctica y la llamada «cultura material filistea» no es representativa de un nuevo grupo étnico dominante política y demográficamente. Ello no implica el negar un aporte étnico nuevo, pero actualmente es muy difícil establecer fronteras étnicas basadas en conceptos políticos como Israel y Filistea, al tiempo que, en el caso de los filisteos, existió una rápida aculturación que extinguió sus rasgos diferenciadores.
Junto a estos pueblos y culturas, conocidas por sus vinculaciones con la tradición cultural de Occidente, aparecieron otros, como las ciudades fenicias, los arameos o los reinos neohititas del norte de Siria que, junto a Edom o Moab, también desempeñaron un papel importante en los cambios que tuvieron lugar a finales del Bronce Reciente, así como en el marco político y cultural que surgió con posterioridad.
Alteraciones que afectaron especialmente al Próximo Oriente, donde incluso Egipto, el único Estado que logró repeler la invasión de estos pueblos, perdió definitivamente su imperio en Siria-Israel y su protagonismo histórico en la región, pero también afectaron al mar Egeo, donde tuvo lugar el final del mundo micénico, y al Mediterráneo central, una región que había sido incluida en los circuitos comerciales que caracterizaron los intercambios comerciales durante el Bronce Reciente.

## Testimonios de la época

### Obelisco de Biblos

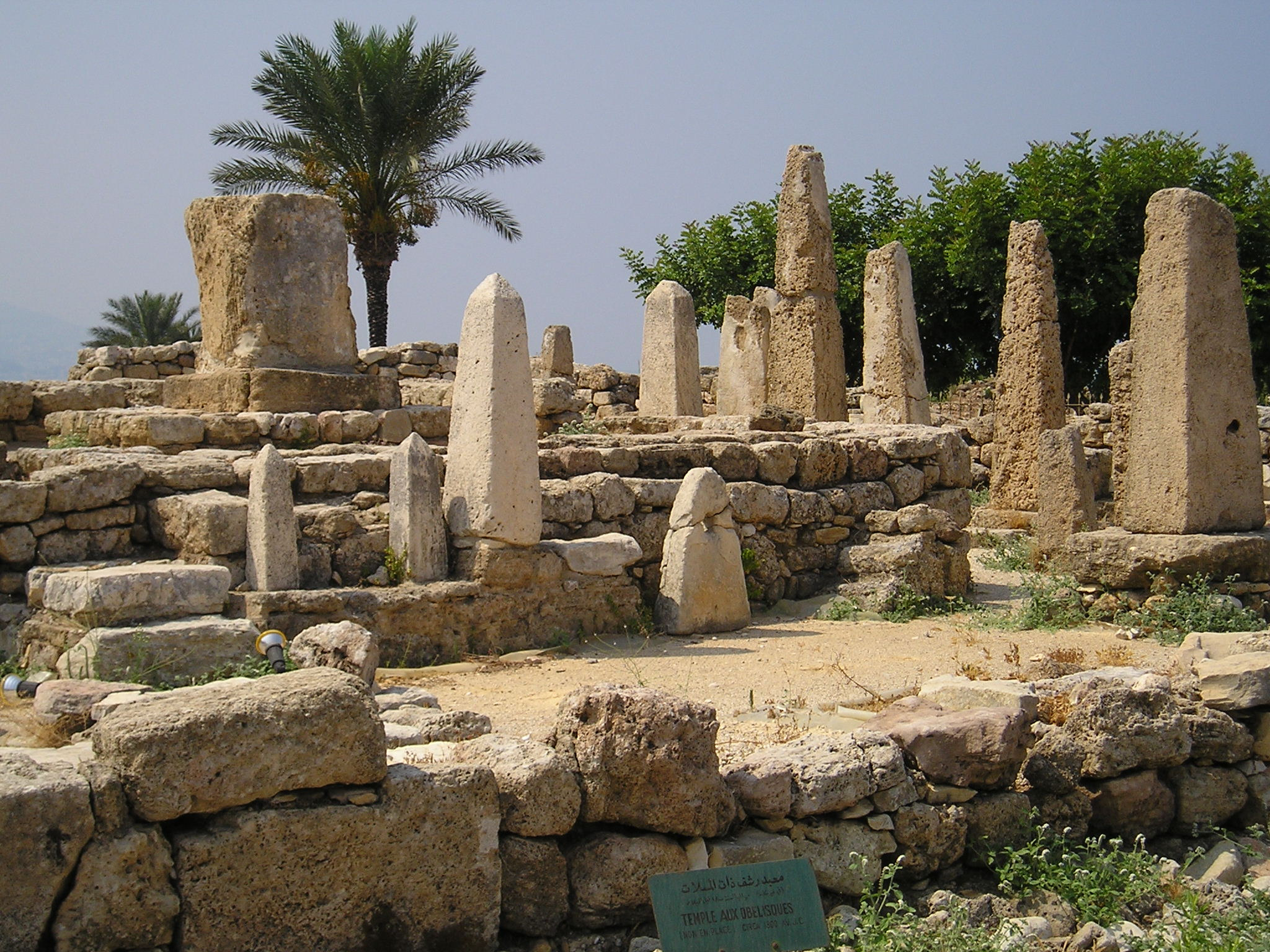
Obelisco en el templo de Biblos.

El primero de los grupos étnicos de los que posteriormente fueron considerados como los pueblos del mar, está atestiguado en los jeroglíficos de un obelisco en el templo de Biblos.
La inscripción menciona a «Kukun, hijo de Ruqq», que se ha traducido como ‘Kukunnis, hijo de Lukka’ o bien ‘Kukunnis, el licio’.
Se han dado varias dataciones, entre el 2000 y el 1700 a. C.

### Documentos de Amarna
Los lukkas y los shardanas aparecen en las Cartas de Amarna, de época de Amenhotep III o de Ajenaton, a mediados de siglo XIV a. C.: Un shardana y otros tres hombres, aparentemente mercenarios renegados, han sido ajusticiados por un supervisor egipcio. Hay tres versiones similares en las cartas EA 81, 122 y 123, que son copia una de otra. En la carta EA 38 los lukkas son acusados de atacar a los egipcios aliados con los alasiyas, a quienes más tarde incautaron sus aldeas. En otra carta (EA 151) se menciona a los danunas, pero solo en una referencia a la muerte de su rey.

### Documentos de Ramsés II
Hay varias menciones a los pueblos del mar, o a algunos de ellos, en los relatos de las campañas de Ramsés II: en los años segundo (batalla del Delta) y quinto (batalla de Qadesh) de su reinado, con toda probabilidad en la primera mitad del siglo XIII a. C.
Batalla del Delta
En el segundo año, un ataque de los shardana en el delta del Nilo fue rechazado por Ramsés, que capturó a algunos de los piratas. El suceso se registra en la Estela II de Tanis, donde se habla de la continua amenaza que representan para la costa mediterránea de Egipto:

Los rebeldes shardana, a quienes nadie había sabido combatir, llegaron navegando audazmente en sus buques de guerra desde el medio del mar, sin que nadie fuese capaz de resistirlos.

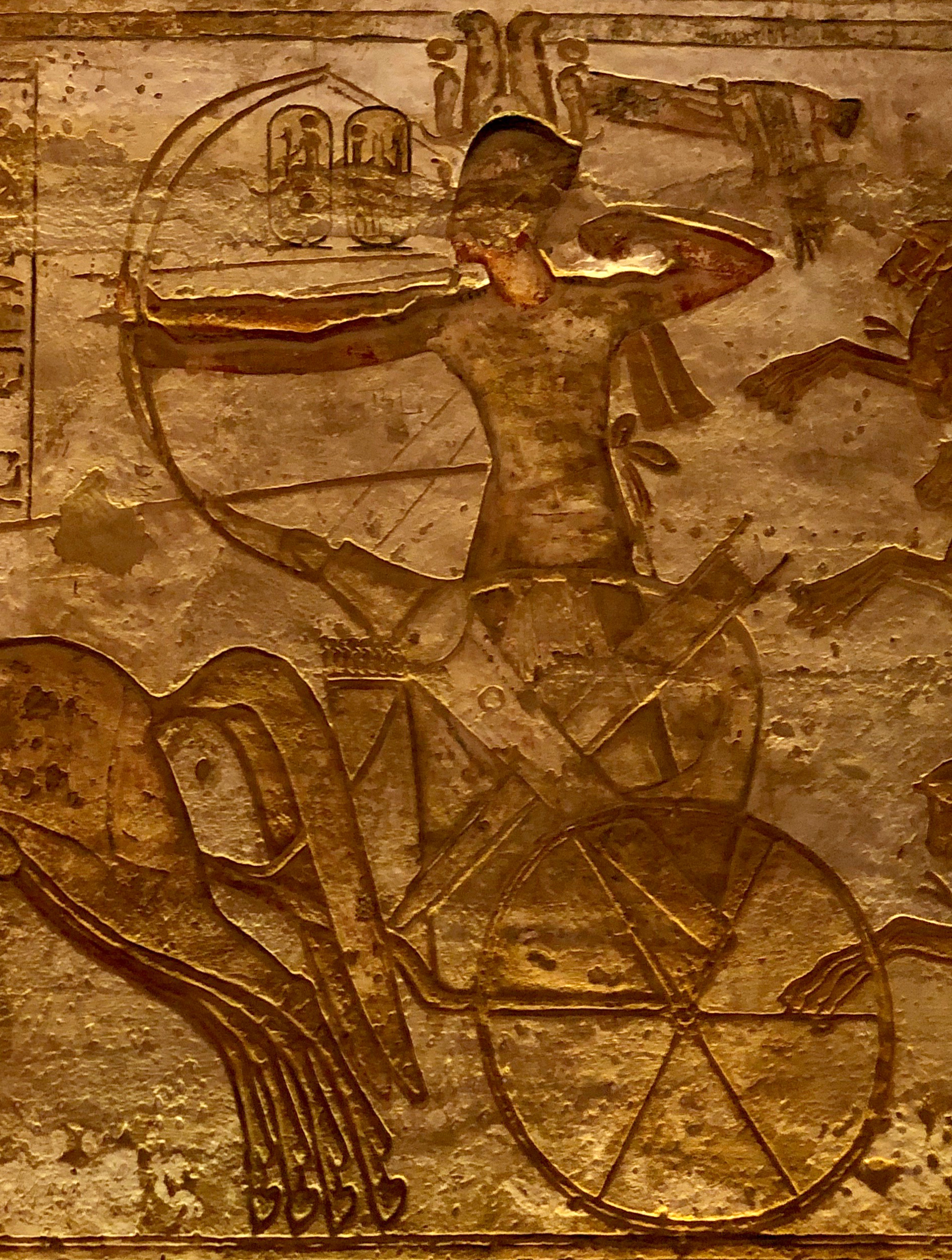
Representación de Ramsés II en la batalla de Qadesh, en el Templo de Abu Simbel.

Los shardanas presos fueron posteriormente incorporados al ejército egipcio, destinados a la frontera con los hititas. Otra estela, la Estela de Asuán, menciona las operaciones del faraón en que derrotó a un cierto número de pueblos, incluidos los del Gran Verde. Si este último término significa ‘mar’, parece que ya en esta temprana época se les llamó así. En general se supone que las estelas de Tanis y Asuán se refieren al mismo suceso, en cuyo caso se refuerzan mutuamente.
Batalla de Qadesh
La batalla de Qadesh fue el resultado de una campaña contra los sirios y sus aliados en el Levante mediterráneo en el quinto año de reinado de Ramsés. El faraón dividió sus fuerzas, sufrió una emboscada y escapó a duras penas perdiendo la fortaleza de Qadesh a manos de los hititas. Se redactó un sucinto Boletín de guerra con la descripción oficial y un poema, el Poema de Pentaur, de tipo laudatorio. Varias copias de ambos se han conservado en el Ramesseum, y en los templos de Luxor, Abydos, Karnak y Abu Simbel, así como en el papiro Sallier III.
El poema habla en un momento de los Shardana tomados como prisioneros al servicio de Egipto. Consigna que no habían sido enviados a la frontera hitita para desempeñar funciones militares comunes y corrientes; el faraón les había dado la responsabilidad de formular un plan de batalla. Fue su idea la de dividir al ejército egipcio en cuatro columnas. No hay ningún indicio de que estuviesen colaborando de alguna manera con los hititas o de que en secreto tramasen la ruina de los egipcios, y si Ramsés lo creyó así en algún momento, no dejó constancia de ello en ningún registro.
El poema contiene una lista de los pueblos que acudieron a Qadesh como aliados de los hititas. Entre ellos aparecen algunos de los pueblos del mar que figuran en las inscripciones egipcias antes mencionadas, y muchos de los de pueblos que participaron posteriormente de las grandes migraciones del siglo XII a. C.

### Documentos de Merenptah

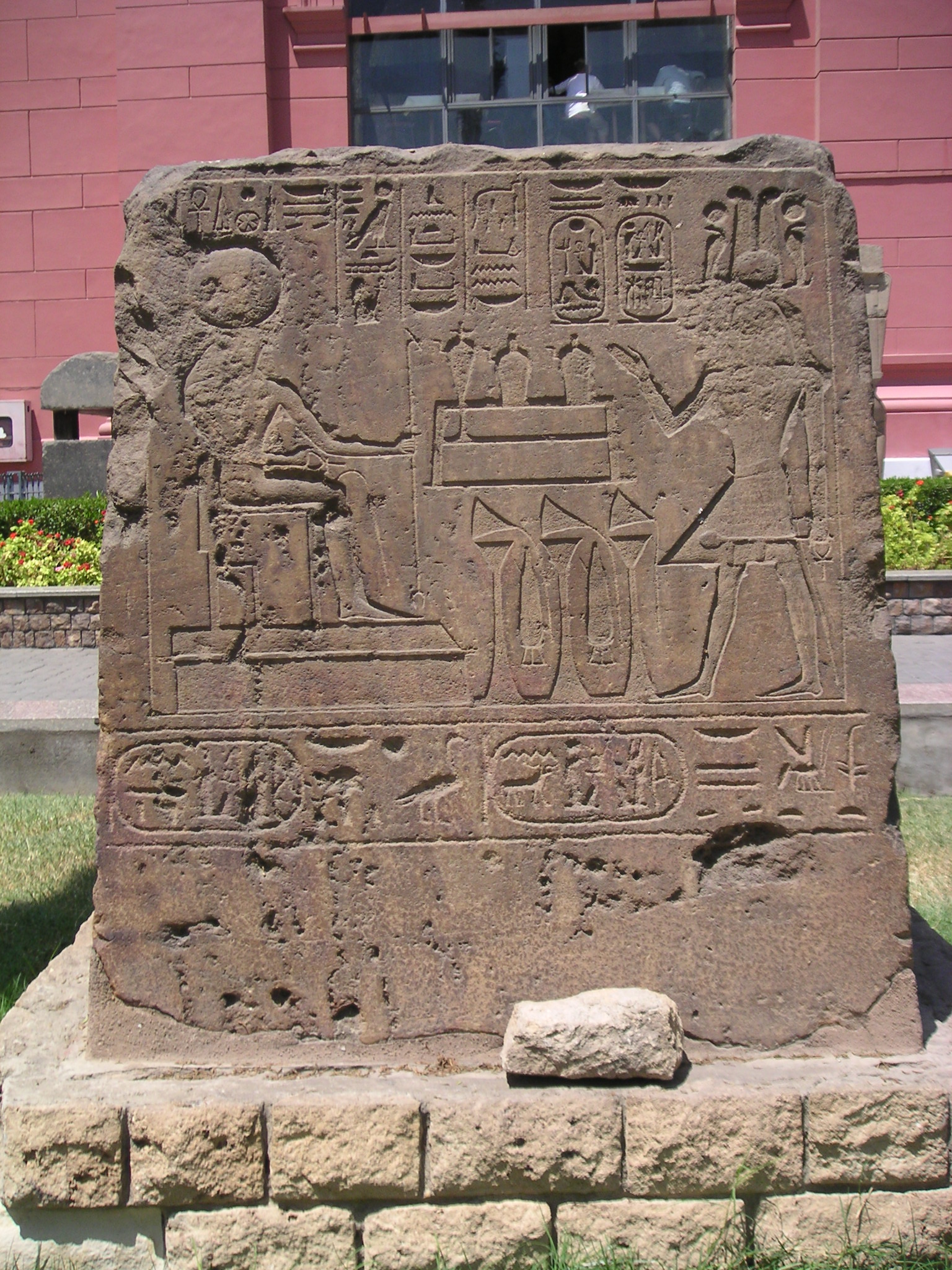
Estela de Atribis
(Museo de El Cairo)

El principal acontecimiento del reinado del faraón Merenptah fue la lucha que mantuvo durante los años 5 y 6 de su reinado contra una confederación de los Nueve Arcos en la zona occidental del Delta. Los saqueos de esta confederación habían sido tan graves que la región fue «abandonada como lugar de pastoreo para el ganado, quedó tan desolada como en tiempos de los antepasados».
El faraón relata la guerra en cuatro inscripciones: la Gran inscripción de Karnak, donde relata la batalla, el obelisco de El Cairo y la Estela de Atribis, versiones reducidas de la primera, y en una estela encontrada en Tebas, la Estela de Merenptah, donde se describe la paz resultante de la victoria.
Entre los Nueve Arcos, nombre dado a los enemigos extranjeros, en la Gran Inscripción se mencionan varios de los pueblos del mar:
- «A partir de la victoria que su majestad ha alcanzado en la tierra de Libia (...), los ekwesh, teresh, lukka, shardana, shekelesh, del norte procedentes de todas las tierras».
- «El miserable jefe de Libia, Meryey hijo de Den, ha caído sobre el país de Tehenu con sus arqueros (...) shardana, shekelesh, ekwesh, lukka, teresh, tomando los mejores guerreros y hombres de su país. Ha traído a su mujer y sus hijos (...) y ha alcanzado la frontera occidental en los campos de Perire».

Merenptah afirma que derrotó a los invasores en solo seis horas, matando a 6000 soldados y tomando 9000 prisioneros. Para asegurarse de la cantidad, dio orden de cortar los penes de los enemigos muertos no circuncidados y las manos de todos los circuncidados, que concretamente eran los ekwesh.
En la Estela de Merenptah menciona entre los combatientes a los libios y meshuesh, y, en el relato de una campaña en Canaán al año siguiente, a pueblos procedentes del Mediterráneo oriental, incluyendo jetas (hititas), sirios, y, por primera vez en la historia, a los ysriar (israelitas).

### Cartas de Ugarit

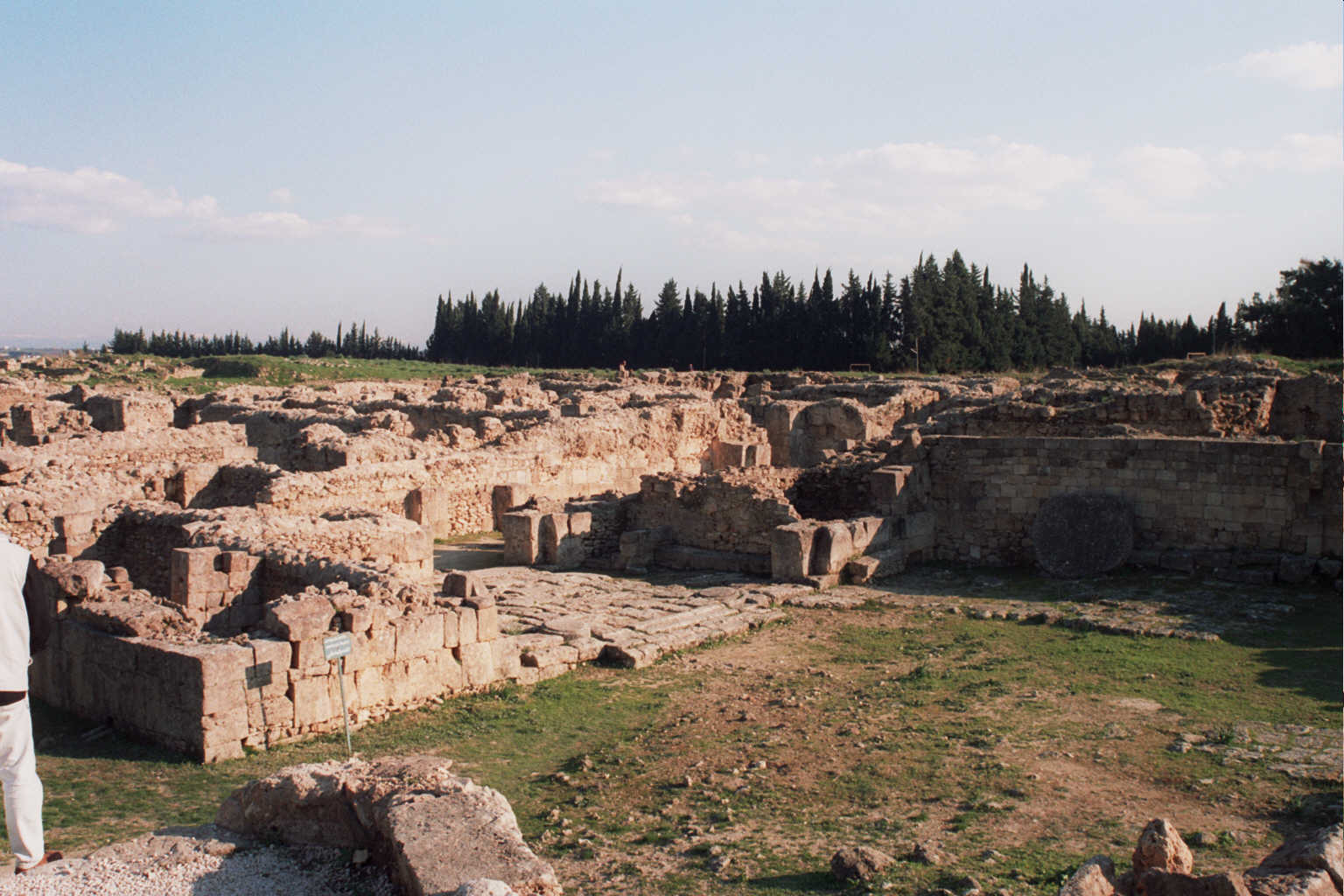
Ruinas de Ugarit.

Algunos pueblos del mar aparecen mencionados en cuatro cartas encontradas en Ugarit, de las cuales las tres últimas parecen haber sido escritas poco antes de la destrucción de la ciudad, que tuvo lugar alrededor del 1175 a. C. Las cartas datan por lo tanto de los períodos más tempranos del siglo XII a. C. El último rey de Ugarit, quien toma la palabra en parte de ellas, era de nombre Ammurapi (o Hammurabi), y de acuerdo con lo que se desprende de su correspondencia, era un hombre significativamente joven.
La primera carta (RS 34.129) fue enviada por el gran rey de los hititas, Suppiluliuma II, al prefecto de la ciudad. Le comenta que había ordenado al rey de Ugarit, Ammurapi, que le enviara a un tal Ibnadushu para ser interrogado, pero que no había recibido respuesta del monarca. Solicita que el prefecto le envíe, y le asegura que le hará regresar.
Ibnadushu había sido secuestrado y era de «un pueblo de Shikala» (probablemente era un shekelesh) que «vivían en los buques».
Las tres últimas cartas (RS L 1, RS RS 20.18 y 20.238) son posteriores, y pertenecían al archivo del escriba Rap'anu. Son una respuesta de Eshuwara, el gran supervisor de Alasiya, a Ammurapi sobre el informe de este de que se había avistado una flota enemiga de 20 barcos.
Eshuwara preguntaba sobre la ubicación de las fuerzas Ammurapi y de la flota enemiga. Por desgracia para ambos, Ugarit y Alasiya, ninguno pudo defenderse y fueron destruidos.
Se ha encontrado una carta de Amurapi (RS 18,147) al rey de Alasiya, respuesta a una llamada de asistencia de este último, en la que describe la desesperada situación de Ugarit:

Padre, he aquí que los barcos del enemigo llegaron (aquí); Mis ciudades [...] fueron quemadas, y los invasores cometieron infamias en mi país. ¿No sabe acaso mi padre que todas mis tropas y carros [...] se encuentran en la Tierra de Hatti, y todos mis barcos están en la Tierra de Lukka?... De esta manera, el país ha quedado abandonado a su suerte. Que mi padre lo sepa: los siete barcos del enemigo que vinieron aquí nos han causado enormes daños.

Ammurapi a su vez, hizo un llamamiento solicitando ayuda de Carchemish, un estado que sobrevivió al ataque de los Pueblos de Mar, pero su virrey pudo ofrecer solo algunas palabras de consejo:

En cuanto a lo que tú [Ammurapi] me has escrito: «¡Los buques del enemigo han sido vistos en el mar!» Bien, debes permanecer firme. Por cierto, por tu parte, ¿dónde están tus tropas, tus carros posicionados? ¿No están posicionados cerca de ti? ¿No? Detrás del enemigo, ¿quién te presiona? Rodea tus ciudades con murallas. Haz que tus tropas y carros entren allí, ¡y espera al enemigo con gran resolución!

### Documentos de Ramsés III

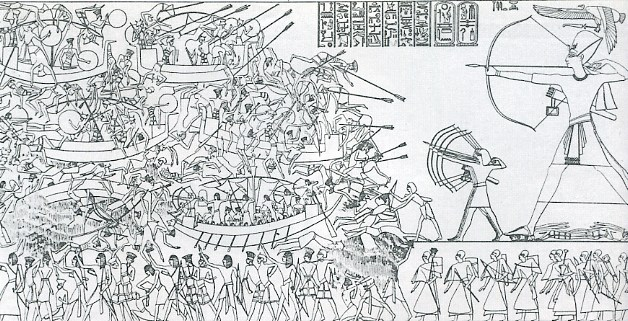
Batalla del Delta entre Ramsés III y los pueblos del mar en el siglo XII a. C.
Templo de Medinet Habu, Tebas.

Ramsés III se vio obligado a hacer frente a una ola de invasiones de los pueblos del mar, entre ellas la mejor documentada es la del año 8 de su reinado. El faraón registró todas sus batallas en su templo funerario de Medinet Habu, la principal fuente sobre los pueblos del mar:
En ellos se explica que hubo cuatro campañas realizadas por Ramsés III contra diversos pueblos:
- En el año 5 contra tribus libias, que quizá estuviesen apoyadas por los pueblos del mar.
- En el año 8, se enfrentó dos veces contra los pueblos del mar: en la desembocadura del Nilo y en tierra en Canaán.
- En el año 9 luchó de nuevo contra los libios.
- La última campaña se desarrolló en el Levante mediterráneo, contra una alianza de los pueblos del mar peleset (filisteos), thekel, shardana (sardos) y teresh con dos pueblos sirios, amoritas y shashu, y con los hititas.[43]

Los países extranjeros conspiraron en sus islas, y todos los pueblos fueron removidos y dispersos en la refriega. Ningún país podía sostenerse frente a sus armas: Hatti, Qode, Carchemish, Arzawa y Alashiya, todos fueron destruidos al mismo tiempo. Un campamento fue levantado en Amurru. Asolaron a su pueblo, y su país llegó a ser como si nunca hubiese existido. Se acercaban a Egipto, mientras la llama era preparada delante de ellos. Su confederación era la de los Peleset, Tjeker, Shekelesh, Denyen y Weshesh, países unidos. Pusieron sus manos sobre los países hasta el círculo de la tierra, con los corazones llenos de confianza y seguridad: ¡Nuestros propósitos triunfarán!(…) !»

El llamado papiro Harris I también describe parte de los acontecimientos narrados en Medinet Habu, aunque cambia el nombre de uno de los pueblos mencionados en el ataque del año 8. El papiro recoge un informe al faraón sobre la muerte del rey de Dnjn «en sus islas». Esto parece indicar que la victoria no fue total y que parte de los vencidos se asentaron en tierras egipcias. El papiro menciona a los shardanas (šrdn), pero la mayoría de comentaristas opina que es una confusión del escriba con los shekelesh (šklš), ya que está bien documentado que los primeros eran aliados y miembros de ejército de los egipcios desde el reinado de Ramsés II, al lado de quien lucharon en la batalla de Qadesh.

## Hipótesis sobre su origen
Hay una serie de hipótesis sobre la identidad y los motivos de los pueblos del mar en los documentos encontrados. No son necesariamente contradictorias o alternativas, algunas o todas pueden ser ciertas en todo o en parte.

### Desplazados climáticos
Esta hipótesis basada en los ciclos climáticos sostiene que alrededor del segundo milenio antes de Cristo ocurrió una gran catástrofe climática cuando se derritieron los glaciares a consecuencia de un aumento muy repentino en la temperatura por la inclinación del eje de rotación propia de la Tierra. Este acontecimiento climático tuvo gran consecuencia en el Mediterráneo, en donde ocurrió un repentino aumento del mar y grandes tsunamis que inundaron las costas del mediterráneo trayendo el Colapso de la Edad del Bronce Final y el desplazamiento por el Mediterráneo de pueblos en búsqueda de nuevas tierras para habitar. Esta teoría esta sustentada en acontecimientos como la inundación de la ciudad de Pavlopetri, que es una ruina arqueológica sumergida bajo el agua situada en el extremo sudoriental del Peloponeso. Las ruinas de Pavlopetri datan de la época micénica y fueron descubiertas por un equipo de arqueólogos de la Universidad de Cambridge. Este acontecimiento climático hubiera dado el nacimiento de los pueblos del mar y la edad oscura.

### Filisteos

Pentápolis filistea.

Las evidencias arqueológicas encontradas en la llanura costera del sur de Israel, en lo que vendría a ser la Filistea antigua, indican una interrupción de la cultura cananea que existía a finales de la Edad de Bronce y su renovación por la integración con una cultura de origen extranjero (principalmente del Egeo). Esto incluye cambios en la alfarería, que al principio siguió el estilo micénico HR III C y poco a poco se transformó en una cerámica únicamente filistea. Según Mazar:

... en Filistea, los productores de cerámica micénica IIIC deben ser identificados como los filisteos. La conclusión lógica es, por tanto, que los filisteos eran un grupo de griegos micénicos que emigraron hacia el este.... Al cabo de varias décadas... apareció en Filistea un nuevo estilo bicolor, conocido como filisteo.

Sandars, sin embargo, no tiene la misma opinión:

... sería menos engañoso llamar a esta «cerámica filistea» como «cerámica de los pueblos del mar» o simplemente cerámica extranjera, sin compromiso con ningún grupo en particular.

Objetos de la cultura filistea se han encontrado en varios lugares, en particular en las excavaciones de las cinco principales ciudades de los filisteos: la Pentápolis filistea formada por Gaza, Ascalón, Asdod, Gat y Ecrón. Sherratt, Drews y otros han cuestionado la teoría de que la filistea sea una cultura inmigrante, afirmando que se debe al desarrollo in situ de la cultura cananea, pero otros abogan por la hipótesis contraria, como Dothan y Barako. En el siglo X a. C., la estatuilla de Padiiset todavía menciona a los filisteos como diferentes del resto de cananeos.

### Minoicos
Dos de los pueblos que se asentaron en el Levante mediterráneo tienen tradiciones que pueden relacionarlos con Creta: los tjeker (cretenses) y la peleset (o filisteos). Los tjeker pudiera ser que abandonasen Creta para instalarse en Anatolia y luego haber continuado hasta Dor. Según el Antiguo Testamento, el Dios de los israelitas sacó a los filisteos de Caphtor. Está aceptado generalmente que se refiere a Creta, aunque hay teorías minoritarias alternativas. En aquella época, Creta estaba poblada por gentes de distintas lenguas, entre las que se encontraba el griego micénico y el idioma  minoico. Se ha apuntado, sin demostrarlo hasta la fecha, que tjeker y peleset hablaban y escribían minoico.

### Emigrantes griegos
La identificación de los denyen y los ekwesh con los aqueos son cuestiones muy discutidas entre los historiadores especializados en la Edad del Bronce, ya estudien fuentes hititas, griegas o bíblicas, especialmente si «vivían en las islas». Michael Wood da un buen resumen de la cuestión sobre el hipotético papel de los griegos (que ya han sido propuestos anteriormente como idénticos a los filisteos):

... ¿eran los pueblos del mar... en parte emigrantes griego-micénicos sin raíces, guerreros y jefes de bandas en movimiento...? Ciertamente parece que hay sugerentes paralelismos entre sus equipos de guerra y los cascos griegos... y los de los pueblos del mar....

Wood también incluye a los shardanas y shekelesh, señalando que «hubo migraciones de los pueblos de habla griega en el mismo lugar [Cerdeña y Sicilia] y en el mismo momento». Es cauteloso al señalar que los griegos solo eran uno de los pueblos, y que su número era relativamente pequeño. Sin embargo su principal hipótesis es que la guerra de Troya se libró contra Troya VI y Troya VIIa, las candidatas de Carl Blegen, y que fue saqueada por pueblos del mar griegos. Sugiere que Ulises representa a los cretenses nómadas que volvían a su hogar tras la guerra, que habían luchado en Egipto y que fueron obligados a servir allí al ser capturados. Recuerda «la campaña del año 8 de Ramsés III», que se ha descrito anteriormente. Señala también que los lugares destruidos en Chipre en esa época (como Kition) fueron reconstruidos por una nueva población de lengua griega y no minoica.

### Troyanos
La posibilidad de que los teresh estuviesen relacionados tanto con los tirrenos, como con la cultura etrusca, como con los taruisas, nombre hitita que posiblemente se refiera a Troya, fue sugerida por los estudiosos hace tiempo. El poeta romano Virgilio apuntala esta opinión cuando describe a Eneas huyendo de Troya para llegar al Lacio y fundar un linaje del que nació Rómulo, primer rey de Roma. Teniendo en cuenta las conexiones de Anatolia con otros pueblos del mar, como tjeker y lukka, Eberhard Zangger comenta:

Los pueblos del mar pueden haber sido los troyanos y sus aliados, y la tradición literaria de la guerra de Troya bien puede reflejar el esfuerzo griego para contrarrestar sus ataques.

Otra hipótesis parte de la guerra de Troya. Según esta teoría, los aqueos ganaron la guerra contra su rival económico, pero su fuerza quedó mermada y, mientras las poblaciones de la esfera de influencia troyana de la Anatolia occidental y la Paflagonia empezaron a migrar, ellos sucumbieron a nuevas oleadas migratorias provenientes del norte.

### Huidos de las guerras micénicas

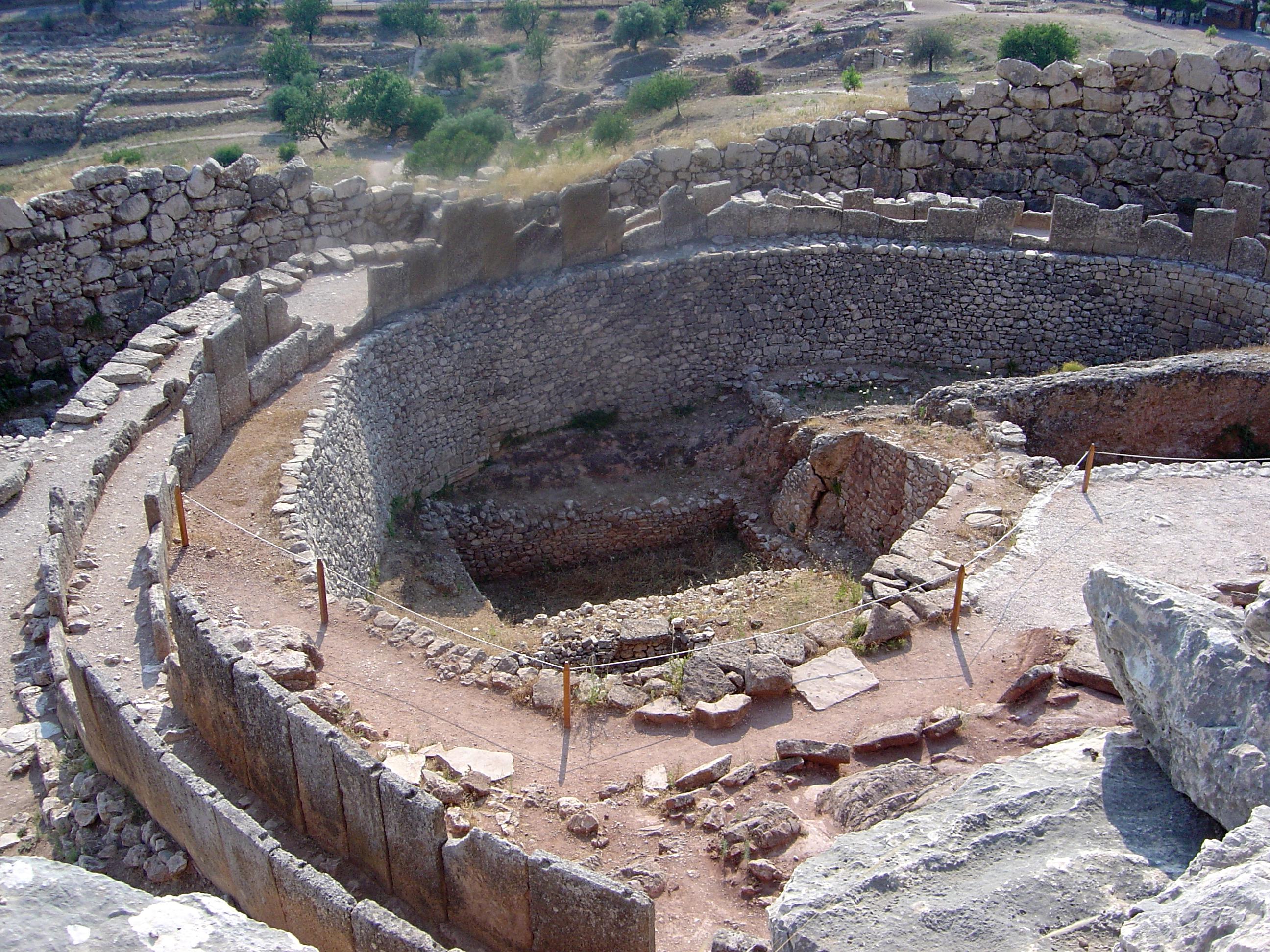
Ruinas de Micenas.

Esta teoría sugiere que los pueblos del mar fueron las poblaciones de las ciudades-estado pertenecientes a la civilización micénica, que se destruyeron unas a otras en una desastrosa serie de conflictos que duraron varios años. No hubo invasores externos y con solo unas pocas incursiones fuera de la parte de habla griega del Egeo.
La evidencia arqueológica indica que muchas de las ciudades griegas fortificadas fueron destruidas en el siglo XIII a. C., destrucciones que en el siglo XX se pensó que era simultáneas y se atribuyeron a la invasión dórica, teoría defendida por Carl Blegen de la Universidad de Cincinnati. A su juicio, Pilos fue incendiada durante un ataque anfibio realizado por guerreros del norte, los dorios.
Más tarde se llegó a la conclusión de que las destrucciones no fueron simultáneas, ya que todas las pruebas sobre los dorios procedían de épocas posteriores. John Chadwick afirmó que, como los pilios se habían replegado al noreste, el ataque tuvo que haber llegado desde el suroeste, desde el mar, y en su opinión los candidatos más probables son los pueblos del mar. Afirma que procedían de Anatolia y, aunque duda de que los micenos se llamasen a sí mismos aqueos, especula que «(...) es muy tentador conectarlos», aunque no asigna una identidad griega a todos los pueblos del mar.
Teniendo en cuenta las enemistades entre las grandes familias de las ciudades-estado micénicas, la hipótesis de que los micenos se destruyeron entre ellos tiene una larga historia, y encuentra apoyo en historiador griego Tucídides, quien teoriza:

En los primeros tiempos de los helenos y los extranjeros de la costa y las islas... fueron tentados a recurrir a la piratería, según la conducta de los hombres más fuertes... que caen sobre una ciudad si no se encuentra protegida por murallas... y la saquean... ningún desagrado les supone este logro, incluso alguna gloria.

La conexión entre estos saqueadores y la caída de Micenas, y más ampliamente con los pueblos del mar, es un resultado lógico. Aunque algunos defensores de las hipótesis de que sean filisteos o emigrantes griegos identifican a todos los pueblos del mar como de etnia griega, Chadwick (que descifró, junto a Michael Ventris, el Lineal B) adopta la opinión de múltiples etnias.

### Pueblos itálicos
Las teorías de las posibles conexiones entre los shirdana con Cerdeña, shekelesh con Sicilia y teresh con los tirrenios, aunque antiguas, se basan solo en las similitudes etimológicas.
La arquitectura sarda producida durante la cultura nuráguica fue la más avanzada de las existentes en el Mediterráneo occidental durante la época de los pueblos del mar, incluidas las de las regiones de la Magna Grecia, aunque de los 8000 nuragas existentes, solo unos pocos han sido excavados de forma científica.
Los sículos son conocidos por una serie de lugares, incluyendo Sicilia, con cuyo nombre se los relaciona. El nombre del mar Tirreno da cierta credibilidad a la teoría de los teresh/tirrenios antes mencionada.
No hay evidencias que demuestren asentamientos en Italia de estos pueblos del mar. Es más, el nombre que se daban a sí mismos los etruscos, rasna, no les relaciona con tirreno. Las afirmaciones en varios artículos y libros sobre si los shardanas tuvieron su origen en Sardes no se han basado en pruebas. La civilización etrusca se ha estudiado, su lengua ha sido descifrada en parte, y algunas inscripciones en ella se han encontrado en el mar Egeo, pero podrían haber sido hechas por marineros o comerciantes. La civilización etrusca difícilmente puede ser explicada por la existencia de unos pocos buques teresh.
La arqueología solo puede afirmar con certeza que el uso de la cerámica micénica se generalizó en todo el Mediterráneo, y que su introducción en varios lugares, incluida Cerdeña, a menudo se asocia con un cambio cultural, sea violento o gradual. Estas circunstancias parecen ser suficiente para algunos teóricos, que especulan que shardanas y shekelesh debían su nombre a Cerdeña y Sicilia, «tal vez no operaban desde esas islas, sino que se movían por ellas». Una reciente prueba genética indica que las poblaciones de esas regiones están más relacionadas con gentes de Anatolia que de cualquier otro lugar, pero esta evidencia no puede relacionarse con un período histórico específico.

### Huidos de la hambruna en Anatolia
Un famoso pasaje de Heródoto muestra la deambulación y la migración de lidios de Anatolia a causa de la hambruna:

En los días de Atis, el hijo de Manes, había una gran escasez en toda la tierra de Lidia.... Por lo tanto, el rey determinó dividir la nación en dos partes... una permanecería, los demás debían salir de la tierra.... los emigrantes deberían tener como jefe a su hijo Tirreno... que bajaron a Esmirna, y ellos mismos construyeron buques... después de navegar muchos países llegaron a la Umbría... y se llamaban a sí mismos... tirrenios.

Remitirse a la Estela de Merenptah, que menciona los envíos de grano al Imperio hitita para aliviar el hambre, es inevitable, y muchos los han hecho proponiendo una coalición entre los migrantes de Anatolia y las islas que buscaban alivio a la escasez. La tablilla RS 18,38 de Ugarit también menciona el envío de grano a los hititas, lo que sugiere un largo período de hambre, posiblemente debido, según la teoría, a la sequía. Barry Weiss, utilizando el índice de sequía de Palmer de 35 estaciones meteorológicas de Grecia, Turquía y Oriente Medio, demostró que la sequía que persiste desde enero de 1972 ha afectado a los mismos sitios asociados con el colapso de la Edad de Bronce tardía. La sequía podría haber precipitado o acelerado los problemas socioeconómicos y originado las guerras. Más recientemente, Brian Fagan ha demostrado cómo las tormentas de mediados de invierno desde el Atlántico se desviaron hacia el norte de los Pirineos y los Alpes, con lo que las condiciones más húmedas quedaron para Europa central, mientras que la sequía se instauró en el Mediterráneo oriental.

### Otros invasores
Algunos historiadores creen que la oleada de destrucción y retroceso que causaron los pueblos del mar fue provocada por el efecto alud por el que unos pueblos son atacados por otros y pierden sus posesiones, sus casas y sus cosechas, y no tienen más remedio que emigrar a otros lugares en busca de sustento, que pueden conseguir arrebatándoselo a otras poblaciones y convirtiéndose en saqueadores. Además, la política de tierra quemada (las evidencias arqueológicas indican masivas y generalizadas destrucciones de ciudades por el fuego), no permite a los primeros quedarse en las tierras recién ocupadas, ya que tardarían demasiado tiempo en volver a dar cosechas suficientes para todos, por lo que continúan atacando nuevas poblaciones. De este modo, el primer grupo se une al segundo, y así sucesivamente, convirtiéndose finalmente en una oleada humana difícil de detener.
Trevor Bryce observa que «Cabe destacar que las invasiones no se limitan a las operaciones militares, sino que participan de los movimientos de grandes poblaciones, por tierra y por mar, en busca de nuevas tierras para asentarse.»
Esta situación está confirmada en el templo de Medinet Habu: en los grabados, los guerreros peleset y tjekker que lucharon contra Ramsés III están acompañados por mujeres y niños, cargados en carretas de bueyes.
Un origen ajeno al Egeo es el propuesto por Michael Grant:

Hubo una serie de gigantescas olas migratorias, que se extendieron entre el valle del Danubio y las llanuras de China.

M. I. Finley asocia este amplio movimiento, más que con un pueblo o una cultura, con un suceso perturbante:

Hubo un movimiento de pueblos a gran escala... el centro de la perturbación estaba en la región europea Cárpatos-Danubio.... parece... que han sido... empujados en direcciones diferentes en momentos diferentes.

Aunque hubo diferentes momentos en el Danubio, no ocurrió lo mismo en el mar Egeo:

... toda esta destrucción debe ser datada en el mismo período alrededor de 1200.

Finley data en el 1200 a. C. la invasión doria, los ataques de los pueblos del mar, la formación de los reinos filisteos en el Levante y la caída del imperio hitita, cuando en realidad estos sucesos ocurrieron en un periodo de unos cientos de años.
La evidencia arqueológica se trata de la misma manera. Robert Drews presenta un mapa que muestra la destrucción de 47 ciudades fortificadas, que denomina Grandes sitios destruidos en la Catástrofe, que se concentran en el Levante, con algunas en Grecia y Anatolia. Las cuestiones sobre fechas y agentes de la destrucción siguen sin ser explicadas, con lo que la relación no puede ser postulada más allá del nivel de la pura especulación.
Los invasores que se asentaron en esos lugares parece que no hicieron ningún esfuerzo por retener la riqueza de las ciudades, construyeron nuevos asentamientos en el lugar con materiales más sencillos y sus restos muestran un nivel cultural y económico menor que el de la ciudad asolada. Por ejemplo, no se apropiaron del palacio y los comercios de Pilos, sino que los arrasaron y los sucesores (quienes fuesen) que se instalaron sobre las ruinas solo han legado productos de cerámica y algunos objetos, lo que muestra una discontinuidad cultural.
Si todas las discontinuidades fueron lo suficientemente contemporáneas para justificar la teoría de las grandes oleadas invasoras es otra cuestión, y de la identidad étnica de los pueblos del Danubio son escasos los registros.

## Causas del éxito
No todas las razones de sus avances se debieron únicamente al peso del número, otras posibles causas del éxito de esta expansión y destrucción pueden ser:
Empleo de nuevos metales
Algunos pueblos, como los Peleset o filisteos, dominaban la fundición del hierro, el cual les permitía forjar espadas y lanzas capaces de partir las armas y perforar las corazas de bronce enemigas con relativa facilidad.
Nuevas técnicas metalúrgicas
Otros pueblos de procedencia no bien conocida disponían de una técnica para fabricar espadas largas y esbeltas, reforzadas en la empuñadura. Esta nueva arma, hecha de bronce, resultaba una de las más eficaces de su época, por ser apta para propinar golpes de punta y de filo sin romperse, lo que proporcionaba una ventaja clara en el combate, ventaja que quedaría demostrada con la progresiva incorporación a los ejércitos posteriores, ya forjada en hierro en lugar de bronce.
Historiadores como R. Drews sostienen que este nuevo tipo de espada fue la causa de los cambios en las estrategias militares que terminaron con los imperios hitita y egipcio. Afirmación esta que se considera exagerada por otros historiadores, como Fernando Quesada Sanz.

## Consecuencias
No es infrecuente encontrar autores que califican a este periodo como «uno de los más desoladores que se tiene noticia, o el que más, por la cantidad de pueblos y culturas que destruyó». Otros autores se encuentran en una posición intermedia: efectivamente, fue un período destructivo, pero se agravó por la inestabilidad de todo el Mediterráneo en general. Empero, de estas invasiones surgieron modelos culturales nuevos, y algunos de los que sucumbieron florecieron algún tiempo después con más fuerza si cabe, caso de Grecia. Los que desaparecieron definitivamente, como el Imperio de Hatti, ya atravesaban una grave crisis en todos sus ámbitos.
Uno de los principales casos de destrucción la vivió Grecia, tanto en su civilización como en su cultura. Los pueblos helenos fueron asolados y, entre las principales acrópolis, solo la de Atenas no fue destruida. La cultura micénica se perdió casi por completo, la escritura se olvidó mayoritariamente, los ajuares funerarios de la época inmediatamente posterior sorprenden por su simplicidad y escasez, lo mismo que las decoraciones cerámicas o la propia arquitectura. Pero no está claro que todo haya sido debido a los pueblos del mar, dado que en las islas, en los espacios más vulnerables para actuaciones piratas, no se ha encontrado ninguna evidencia arqueológica que pueda constatar la acción de estos pueblos. De otro lado, la máxima destrucción se comprueba en la Grecia central, y resulta extraño que los pueblos del mar dejasen de lado las islas griegas y se dirigieran únicamente al centro continental. De ser así, los pueblos griegos de la época habrían estado alarmados y preparados para ofrecer resistencia, y esas noticias habrían llegado a través de mensajeros a los centros aliados.
Para explicar el colapso griego existen diversas teorías, desde las que afirman que fue producto de la acción de la naturaleza, huracanes, movimientos sísmicos, etc., hasta las que indican que se debió a permanentes revueltas en toda Grecia. Este tema sigue siendo hoy día muy debatido, y las últimas teorías apuntan a que se dio una cadena de factores que propiciaron la caída de la Grecia micénica.
Al mismo tiempo, toda Asia Menor fue arrasada: Ugarit, Tarso, Hattusa sucumbieron a los recién llegados. Las excavaciones arqueológicas han encontrado un estrato de cenizas en todas esas ciudades datadas en la misma época, indicando que fueron destruidas por el fuego.
Los hititas, movilizaron gran cantidad de tropas para contener la invasión, dejando otras zonas desguarnecidas que fueron atacadas y arrasadas, lo que causó la destrucción total de este imperio. Según dejó registrado Ramsés III en Medinet Habu:

los pueblos fueron removidos y dispersos en la refriega. Ninguno resistió ante las armas, desde Hatti, Kode, Carchemish, Arzawa, Alashiya fueron aplastadas.

Egipto tuvo que abandonar todas sus posesiones en Asia para poder defenderse, posesiones que no volvió a recuperar. Además, Ramsés III tuvo que movilizar a todos los hombres disponibles, hecho insólito en la historia egipcia.
Algunos estados, como Sidón y Biblos, lograron sobrevivir a las invasiones ilesos. A pesar del pesimismo de Ramsés III, Carchemish también se salvó del ataque: Kuzi-Tešub, que gobernaba en nombre de Suppiluliuma I, se declaró Gran Rey y fundó un pequeño imperio entre «el Sudeste de Asia Menor, el norte de Siria... [a] la curva oeste del Éufrates», que se mantuvo entre los años 1175 y 990 a. C.

## El fin de la oleada
Varias son las razones alegadas por las cuales aquella marea de destrucción se detuvo:
- Asentamiento en nuevas tierras, parándose o mermando la migración. Entre los pueblos del mar de los que se conoce su asentamiento se encuentran los ya citados peleset (filisteos), quienes finalmente se radicaron en los alrededores de Gaza y cuyo recuerdo utilizaron los romanos para nombrar posteriormente la región como Palestina.[75]

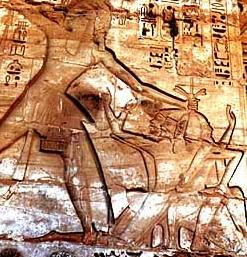
Ramsés III derrotando a los pueblos del mar.

- Actuaciones de Ramsés III, uno de los principales responsables de su detención en el Levante mediterráneo, pese a llevarla a cabo con un gran coste:
  - Realizó una retirada estratégica: replegando sus fuerzas de las posesiones que Egipto había ido conquistando en Asia Menor para disponer del mayor número de soldados posibles. Sin embargo, esta retirada pasó de provisional a permanente, pues los faraones no recuperarían su antiguo poderío.
  - Ordenó una movilización general:[76] todos los egipcios capaces de empuñar un arma debían alistarse para partir hacia el delta del Nilo y zonas aledañas. En el Delta se reunirían con las fuerzas allí estacionadas y las que pudieran llegar desde las antiguas posesiones asiáticas.
  - Aprovechó el terreno: los hombres del Faraón combatían en su tierra y contaban con mejores conocimientos del Nilo y la navegación por su Delta, conocimientos que utilizaron para sorprender y acorralar a distintas partidas de estos pueblos.
  - Asentó a los derrotados: tras la victoria, Ramsés III permitió a aquellos pueblos asentarse en sus territorios, no reduciendo, sino eliminando la marea humana y, con ella, su peligro.

El Onomasticon de Amenemipet da una ligera credibilidad a la idea de que los faraones ramésidas permitieron a distintos pueblos del mar asentarse en Palestina. Fechado alrededor del año 1100 a. C., a finales de la dinastía XXI, este documento se limita a enumerar los nombres. Después de dar una lista de seis lugares, cuatro de los cuales estaban en Canaán, el escriba menciona a los shardanas (línea 268), tjeker (línea 269) y peleset (línea 270), que presuntamente ocupaban esas ciudades. La historia de Unamón también sitúa a los tjeker en Dor en esas fechas.
El nombre de Pantano Serbonio (en árabe: مستنقع سربون) dado al lago Serbonis en Egipto se relaciona con los pueblos del mar. Cuando la arena lo cubría parecía ser tierra firme, pero de hecho era un pantano. Ha sido identificado como Sabkhat al Bardawil, uno de los Lagos Amargos del este del Nilo, que fue descrito en la Antigüedad como un barrizal en el que ejércitos legendarios desaparecieron. El término serbonio se deriva de los shardanas (también conocidos como serden), uno de varios grupos de los pueblos del mar que aparecen en los registros fragmentarios egipcios del milenio II a. C.

## Pueblos citados
Los pueblos del mar citados, y sus hipotéticos orígenes, son los siguientes:
- Los shardana o sherden, cuyo nombre puede relacionarse con el de Cerdeña (Sardinia, Sardegna), y algunos autores leen en el texto fenicio de una estela de Nora la locución be-shardan. En la cultura sarda de los nuraga megalíticos, las figurillas broncíneas que representan a guerreros se asemejan notablemente a los grabados de Medinet Habu y a otros restos chipriotas. También se ha propuesto para ellos un origen de Siria del norte.
- Los lukka, que aparecen en textos amarnienses. Vivían de sus potentes flotas, costeando Chipre y el sur de Anatolia y realizando acciones de piratería. Parece que los hititas los consideraron como un verdadero Estado litoral. Suele proponerse que este pueblo fuera procedente de Licia.
- Los ekwesh o akawasha podrían ser los ahhiyawa de los hititas y es verosímil que se trate de los aqueos micénicos, acaso ya establecidos en el occidente anatolio (la Mileto griega podría ser la Millawanda/Millawata de los textos hititas) y que es la teoría más aceptada. Sin embargo, las principales dudas sobre su origen proceden del dato de que los ekwesh estaban circuncidados.
- Los teresh o tursha, a los que se ha puesto en relación con el topónimo mencionado por los hititas de Taruisha y también con los tracios. Algún autor, en cambio, pone su nombre en relación con el hebreo Tarshish y con el hispánico Tartessos, pero esta hipótesis no tiene aceptación.
- Los shekelesh se han relacionado con Sicilia y los sículos. Este pueblo habría llegado a la isla tras ser rechazado en Egipto por Ramsés III.
- Los peleset son –con casi total seguridad– los filisteos. Aunque no aparecen en la documentación de Hatti, la Biblia les sitúa procedentes de Kaftor, que podría ser Creta. Presentan rasgos micénicos, aunque otros autores prefieren situar su origen en la Siria septentrional o en el Cáucaso.
- Los tjeker o thekel recuerdan el nombre de Teucro, legendario fundador de Salamina en Chipre, epónimo de los teucros (en la Tróade). Los relieves les atribuyen una indumentaria similar a la de los peleset. Quizá procedían de Anatolia, e incluso pudieran ser los propios troyanos. Fueron mencionados por los hititas. Una hipótesis propone que fueron la rama marinera de un grupo en el que los peleset serían de tierra adentro.
- Los denyen podrían ser los anatolios danuna mencionados en El-Amarna. La semejanza con el nombre dánaos los relaciona con los aqueos, ya que es otro nombre de los griegos micénicos. Es posible que se aliaran con los peleset y los tjeker, compartiendo con ellos tierras y asentamientos. Probablemente se fundieron con los hebreos y en este caso serían los componentes de la tribu de Dan, que vivía del mar.
- Los weshesh podrían estar vinculados a Wilusa (Ilión-Troya en hitita), por lo que se ha sugerido que sean los restos de los pueblos troyanos.[77]

### Citas
1. ↑   Hay una tabla de estos pueblos en jeroglíficos, traducida al inglés por Woodhuizen en The ethnicity of the Sea Peoples (2006), partiendo del trabajo de Kitchen.
2. ↑  Oren, Eliezer D.
3. ↑  De Rougé fue conservador del Louvre y sucesor de Champollion en la cátedra de Arqueología egipcia del Collège de France, según Vázquez Hoyos: op. cit.
4. 1 2   Dothan y Dothan: Los pueblos del mar. Tras las huellas de los filisteos.
5. ↑  Según notación de Gradiner, V.1 pág. 196, otros textos dicen | N25 · X1 · Z4 | ḫȝty.u: ‘pueblos extranjeros’; ambos términos se refieren a extranjeros. Zangger discrepa de esta traducción. Woudhuizen identificó a Gaston Maspero, en su traducción del Papiro Harris I, como el primero en utilizar el término «pueblos de la mar» en 1881.
6. ↑  Gardiner: op. cit., vol. 1 pág. 196.
7. ↑  Manassa: op. cit., pág. 55.
8. ↑  Figura en la línea 52. La inscripción puede verse en la obra de Manassa, pág. 55.
9. ↑  Vázquez Hoyos: op. cit., pág 504.
10. 1 2 3  Pérez Largacha, Antonio (2003). «El Mediterráneo Oriental ante la llegada de los Pueblos del Mar». Gerión. Revista de Historia Antigua (Universidad Autónoma de Madrid) 21 (1): 27. ISSN 1698-2444. Consultado el 7 de agosto de 2017.
11. ↑  Sandars, op. cit., pág. 53.
12. ↑  Israel, Finkelstein (1988). The Archaeology of the Israelite Settlement (en inglés). Israel Exploration Society. p. 380. ISBN 9652210072. Consultado el 8 de agosto de 2017.
13. ↑  Wengrow, D. (1996). «Egyptian Taskmasters and Heavy burdens; Highland exploitation and the collared-rim pithos of the Bronze/Iron Age Levant». OJA 15 (en inglés): 307-326.
14. ↑  Artzy, M. (1994). «Incense, camels and Collared Rim Jars; desert routes and maritime outlets in the Second Millennium». OJA 15 (en inglés): 121-147.
15. ↑  Bunimovitz, S.; Yasur-Landau, A. (1996). «Philistine and Israelite pottery a comparative approach to the Question of Pots and People». Tel Aviv (en inglés) (23): 88-101.
16. ↑  Schafer-Lichtenberger, C. (2000). «The Goddess of Ekron and the religious-cultural Background of the Philistines». IEJ (en inglés) (23): 82-91.
17. ↑  London, G. (1989). «A Comparison of two Contemporaneous lifestyles of the Late Second Millennium B.C.». BASOR (en inglés) (273): 37-55.
18. ↑  Bunimovitz, S. (1990). «Problems in the Ethnic Identification of the Philistine Material Culture». Tel Aviv (en inglés) (17): 210-222.
19. ↑  Drews, R. (1998). «Canaanites and Philistines». JSOT (en inglés) (81): 39-61.
20. ↑  Na'aman, N. (1994). «The Canaanites and their land; A rejoinder». UF (en inglés) (26): 397-417.
21. ↑  Rainey, A. (1996). «Who is a Cannanite? A Review of the Textual Evidence». BASOR (en inglés) (304): 1-15.
22. ↑  Higginbotham, C. (1996). «Elite emulation and Egyptian governance in Ramesside Canaan». Tel Aviv (en inglés) (23): 154-169.
23. ↑  S. Cooper, Jerrold; M. Schwartz, Glenn (1996). «Art, Empire and the final of the Late Bronze Age». The Study of the Ancient Near East in the Twenty-first Century: The William Foxwell Albright Centennial Conference (en inglés). Eisenbrauns. pp. 33-79. ISBN 093146496X.
24. ↑  Asher Silberman, Neil; B. Small, David (1 de marzo de 1997). «Posts and People revisited: Ethnic boundaries in the Iron Age I». The Archaeology of Israel. Constructing the past interpreting the Present (en inglés) 237. A&C Black. pp. 216-237. ISBN 1850756503. Consultado el 8 de agosto de 2017.
25. ↑  Dever, W. (1995). «Ceramics, Ethnicity and the Question of Israel's Origins». BA (en inglés) (58): 200-2013.
26. ↑  S. Ehrlich, Carl (1996). The Philistines in transition: A history from ca. 1000-730 BCE (en inglés). Leiden: BRILL. p. 235. ISBN 9004104267. Consultado el 8 de agosto de 2017.
27. ↑  Weinsten, J. (1992). «The collapse of the Egyptian Empire in the Southern Levant». The Crisis Years (en inglés). pp. 142-150.
28. ↑  El concepto de «grupo étnico» fue considerado por Woudhuizen en The ethnicity of the Sea Peoples, donde también menciona este obelisco.
29. ↑  Bryce: op. cit.
30. ↑  Lorenz: op. cit., párrafo «The shardana».
31. ↑  Lorenz: op. cit., párrafo «The Lukka».
32. ↑  Lorenz: op. cit., párrafo «The Danuna».
33. ↑  Kitchen: Pharaoh triumphant: the life and times of Ramesses II, king of Egypt, pp. 40-41.
34. ↑  Grimal: op. cit., pp. 250-253
35. ↑  Mamen Crisóstomo: El poema de Pentaur.
36. ↑  Gran inscripción de Karnak.
37. ↑  Moreu: op. cit., pág 126. Las cuatro inscripciones figuran en Breasted: op. cit., vol. 3, pp. 238 y siguientes.
38. ↑  Sandars: op. cit, pp. 142 y ss. La transliteración y traducción al inglés del texto de las cartas figura en Woudhuizen: The ethnicity of the Sea Peoples (2006).
39. ↑  Las cartas aparecen Woudhuizen: The ethnicity of the Sea Peoples.
40. ↑  Nougaryol y otros: op. cit., 87-90 n.º 24.
41. ↑  Nougayril y otros: op. cit., 86 n.º 23.
42. ↑  Breasted: op. cit.
43. ↑  Carlos J.Moreu: Los pueblos del Mar. Archivado el 25 de mayo de 2006 en Wayback Machine.
44. ↑  Inscripción en Medinet Habu sobre la invasión del año 8. Transcrita y traducida al inglés por Wilson y recogida Pritchard: op. cit., pág. 262.
45. ↑  Alvar: op. cit., pág 27.
46. ↑  DOCUMENTALIA, Cómo el clima determinó la historia 1/2 - Documental, consultado el 31 de diciembre de 2018.
47. 1 2  Redford, Donald B. (1992). Egypt, Canaan, and Israel in Ancient Times. Princeton, New Jersey: Princeton University Press. p. 292. ISBN 0-691-03606-3.
48. ↑  Mazar, citado por Woodhuizen en The ethnicity of the Sea Peoples, capítulo «The initial settlement of the Sea Peoples».
49. ↑  Sandars: op. cit., pág. 53.
50. ↑  Drews, 1998, p. 49a

In the Papyrus Harris, from the middle of the twelfth century, the late Ramesses III claims to have built for Amon a temple in ‘the Canaan’ of Djahi. More than three centuries later comes the next—and very last—Egyptian reference to ‘Canaan’ or ‘the Canaan’: a basalt statuette, usually assigned to the Twenty-Second Dynasty, is labeled, ‘Envoy of the Canaan and of Palestine, Pa-di-Eset, the son of Apy’.
En el papiro Harris, de mitad del siglo XII, el difunto Ramsés III dice haber construido un templo a Amón en «la Canaán» de Djahi. Más de tres siglos más tarde viene la siguiente y última referencia egipcia a «Canaán» o «la Canaán»: una estatuilla de basalto, generalmente atribuida a la XXII dinastía y etiquetada con «Enviado de la Canaán y de Palestina, Pa-di-Eset, el hijo de Apy».
51. ↑  Stern: op. cit., pp. 27-34.
52. ↑  Amos 9,7; Se menciona en Sandars:op. cit., pág. 53.
53. 1 2  Citado por Sandars, op. cit. pág. 53.
54. ↑  Odisea, XIV 191-298.
55. ↑  Sandars: op. cit.
56. ↑  Woods: op. cit.
57. ↑  Zangger: op. cit.
58. 1 2   Lago: op. cit.
59. ↑  Chadwick: op. cit., pág. 178.
60. ↑   Jack Martin Balcer y John Matthew: Mycenaean society and its collapse, en Exploring the european past de Stockhausen.
61. ↑  Tucídides: Historia de la guerra del Peloponeso, cap. 1, secc. 5.
62. ↑  Vermeule: op. cit., pág. 271.
63. ↑  Heródoto, Historia, I. 94.
64. ↑  Wood (op. cit., pág. 221) explica una crisis climatológica general en las regiones situadas entre el Mar Negro y el Danubio alrededor del 1200 a. C., conocida gracias al análisis de pólenes y la dendrocronología, y que podría ser la causa de migraciones desde el norte.
65. ↑  Weiss, Barry: The decline of Late Bronze Age civilization as a possible response to climatic change, publicado en Climatic Change, vol. 4, nº 2 en junio de 1982, pp. 173 - 198. ISSN 0165-0009
66. ↑  Brian M. FAGAN: The long summer: how climate changed civilization. Basic Books, 2003.
67. 1 2  Bryce: op. cit., pág. 371.
68. ↑  Grant: The Ancient Mediterranean, pág. 79.
69. 1 2  Finley: op. cit., pág. 58.
70. ↑  Robert Drews (1995). The End of the Bronze Age: Changes in Warfare and the Catastrophe of ca. 1200 B.C., pp. 8 y 9. Ed. Princeton University Press. ISBN 0-691-04811-8.
71. ↑  Quesada: La espada de Agamenón.
72. ↑  Quesada Sanz: La victoria de Ramsés II en Kadesh, solo leyenda
73. ↑  Beckman, Gary (2000): Hittite Chronology, en Akkadica, 119/120, pág. 23,
74. ↑  Kitchen, pp. 99-140.
75. ↑  Dothan, T: The philistines and their material culture.
76. ↑  En el Antiguo Egipto no se convocaban este tipo de movilizaciones salvo fuerza mayor, el ejército se nutría casi exclusivamente de mercenarios y excautivos de guerra.
77. ↑  Sandars: Los pueblos del mar pp. 111-121 y 163-180. Alvar: pp. 38-46.